# Jonas Bergqvist
Jonas Pär Bergqvist (født 26. september 1962 i Hässleholm) er en svensk tidligere ishockeyspiller, og olympisk guldvinder med Sveriges landshold.
Bergqvist spillede på klubplan størstedelen af sin karriere i hjemlandet hos hockeyligaklubben Leksands IF. Han havde også et kortvarigt ophold i den nordamerikanske NHL-liga hos Calgary Flames.
Med det svenske landshold vandt Bergqvist guld ved OL 1994 i Lillehammer og bronze ved OL 1988 i Calgary. Derudover blev det til guld ved både VM 1987 i Østrig, VM 1991 i Finland og VM 1998 i Schweiz.

## OL-medaljer
- 1994:  Guld
- 1988:  Bronze

## VM-medaljer
- 1987:  Guld
- 1991:  Guld
- 1998:  Guld
- 1986:  Sølv
- 1993:  Sølv
- 1995:  Sølv
- 1994:  Bronze